# Ювківці
Ю́вківці — село в Україні, у Білогірській селищній громаді Шепетівського району Хмельницької області, на півдні історичного регіону Волинь. Належало до Коритненської сільської ради. Від 1 лютого 2018 року село належить до Білогірської селищної громади.
На відміну від решти сучасного населення Волині та Правобережного Полісся, в антропологічному типі більшості населення Ювківців спостерігається монголоїдна домішка — тут мешкають асимільовані нащадки литовських та кримських татар.
Одна з записаних у XIX столітті місцевих легенд вказує, що раніше в Ювківцях було місто під назвою Кропи.

## Географія
Село розташоване при річці Бездна (ліва притока Горині). Земля придатна для вирощування пшениці, на території села є поклади озерної глини. Глибший шар ґрунту з вапняку.

## Назва
Відомі варіанти назви Яківці, Ювковци (1855), Івковци або Івківці (1878). Назва Ювківці відома з 1926 року та є відантропонімна посесивна від Ювко, Йовко.

## Історія
Одна з записаних у XIX столітті місцевих легенд вказує, що раніше в Ювківцях було місто під назвою Кропи. В доісторичні часи сільські промисли зосереджувалися на виготовленні гончарних глиняних виробів. Про це свідчить значна кількість викопаних глечиків та горшків різної форми з дірками.
За припущеннями дослідників село Ювківці під назвою Яківці належить у кінці XVI століття до Острога. Село постраждало під час українсько-польської війни 1648 року та зазнало спустошення. Зокрема, 1648 року в селі було 33 селянських дворів («дим»), а 1650 року тільки 6 дворів. У другій половині XVII століття зафіксоване компактне проживання татар-ліпок в Ювківцях. Точно невідомо, коли і як у Ювківцях поселися татари. За переказом власник села князь Яблоновський під час битви з татарами взяв багатьох з них у полон і поселив у своєму володінні. Поселенці служили в дружині магната і в нагороду отримали різні права, землю та закріпачених селян. Після 1681 року в селі побудовано мечеть.
У 1844 році частина землі Ювківців придбана Болеславом Купневським з маєтків Плужанських від князів Яблоновських. Менша частина села відносилась до мусульманських землевласників. Використання ними цих земель пов'язано з наданням прав Станіславом Конецпольським 1681 року. Проте, характер привілеїв військовим татарам ранішого часу. Привілеї підтверджено 1755 року герцогом Антонієм Яблонським.
Православний прихід розташовувався в Добрині, а римо-католицький в Білогір'ї. Наприкінці 1870-х років на території Ювківців написаний хамаїл. У нього вміщено переклад декількох сур Корану українською мовою, записані арабською абеткою. Збережений в Острозькому історико-краєзнавчому заповіднику також переписаний Мустафою Адамом Алієм Лебедзєм арабський Коран 1804 року, яким володіла родина ювківецьких татар.
На селі були розвинуті народні парапсихологічні методи лікування психічних хвороб. У 1885 році психіатр Микола Баженов ознайомився з практикою лікування психічнохворих в Ювківцях. Він повідомляв, що з усіх округ звозили душевнохворих в Ювківці.
У 1886 році в селі мусульманське населення мало власну мечеть, муллу, кладовище. Прихід мав широке самоврядування та підпорядковувався з 1831 року Таврійському магометанському духовному правлінню в Бахчисараї. Мечеть була занедбаною дерев'яною будівлею. Татари займались фермерством та лікуванням людей з психічними захворюваннями. До початку XX століття дотримувались мусульманських правил щодо не вживання алкоголю. Над мечеттю висіло знамено Станіслава Конецпольського.
На території села були розкидані могили та кургани. Їх вивченням займались геологи та археологи Готфрид Оссовський, Зигмунт Глогер та Зигмунт Радзимінський. Поховання відносять до епохи колотого та полірованого кременя. Скелет черепів поховань має двоголові риси. З пізнього періоду було знайдено стальний наконечних стріли, який був усипаний золотом у стилі візантійського орнаменту, а також римські монети. На кінець XIX століття він зберігався в кабінеті Зиґмунда Радзимінського в Кракові.
Татарське населення села до початку XX століття практично зовсім асимілювалося, однак серед селян залишались архаїчні звичаї.
В кінці XIX століття село належало до Перерослівської волості Острозького повіту Волинської губернії та розташовано 114 дворів. Пошта доставлялась в містечко Кунів. У 1907 році ювківецьким муллою призначено Юсуфа Алієвича Мухліо, який на початку 1911 року здійснював записи у метричні книги за аналогією православних. Водночас «духовні треби» здійснювали Захір Самуїлович Козакович та Азімет Жданович. Таврійське магометанське духовне правління подало безуспішну скаргу, адже мала лише формальний вплив на мусульманську громаду Ювківців.
1911 року у селі була школа, дві крамниці, кредитове товариство, горілчана крамниця, мечеть та бібліотека. Під час Першої світової війни Ювківецька мечеть була під пильним наглядом таємної поліції через те, що в село прибували татари, які відвідували Османську імперію. Російська влада підозрювала їх в підготовці повстання проти Російської імперії. Згодом було відкрито кримінальну справу за «протурецькі настрої». 
7 (20) листопада 1917 року, відповідно до Третього Універсалу Української Центральної Ради, увійшло до складу Української Народної Республіки.
У 1920 році дві польські бригади 18 піхотної дивізії відходили у Ювківці після битв з Першою кінною армією.
Згідно з обслідуванням районів УСРР населення 1923 року, станом на 1 січня 1924 року найпоширеніший етнос Юрківців — татари.
У 1942 році частину місцевого населення з Ювківців виселили німецькі війська, утворивши тут німецьку колонію «Сонячна долина». У цей час була розібрана мечеть. Під час Другої світової війни значна кількість ювківецьких татар були мобілізовані до Червоної армії.
1946 року входило в склад Добринської сільської ради.
У 1971 році входить до складу Залузької сільської ради. З 1989 року належить до Коритненської сільської ради.
Від 1 лютого 2018 року село належить до Білогірської селищної громади. 
19 липня 2020 року, в результаті адміністративно-територіальної реформи та ліквідації Білогірського району, село увійшло до складу новоутвореного Шепетівського району.

## Населення

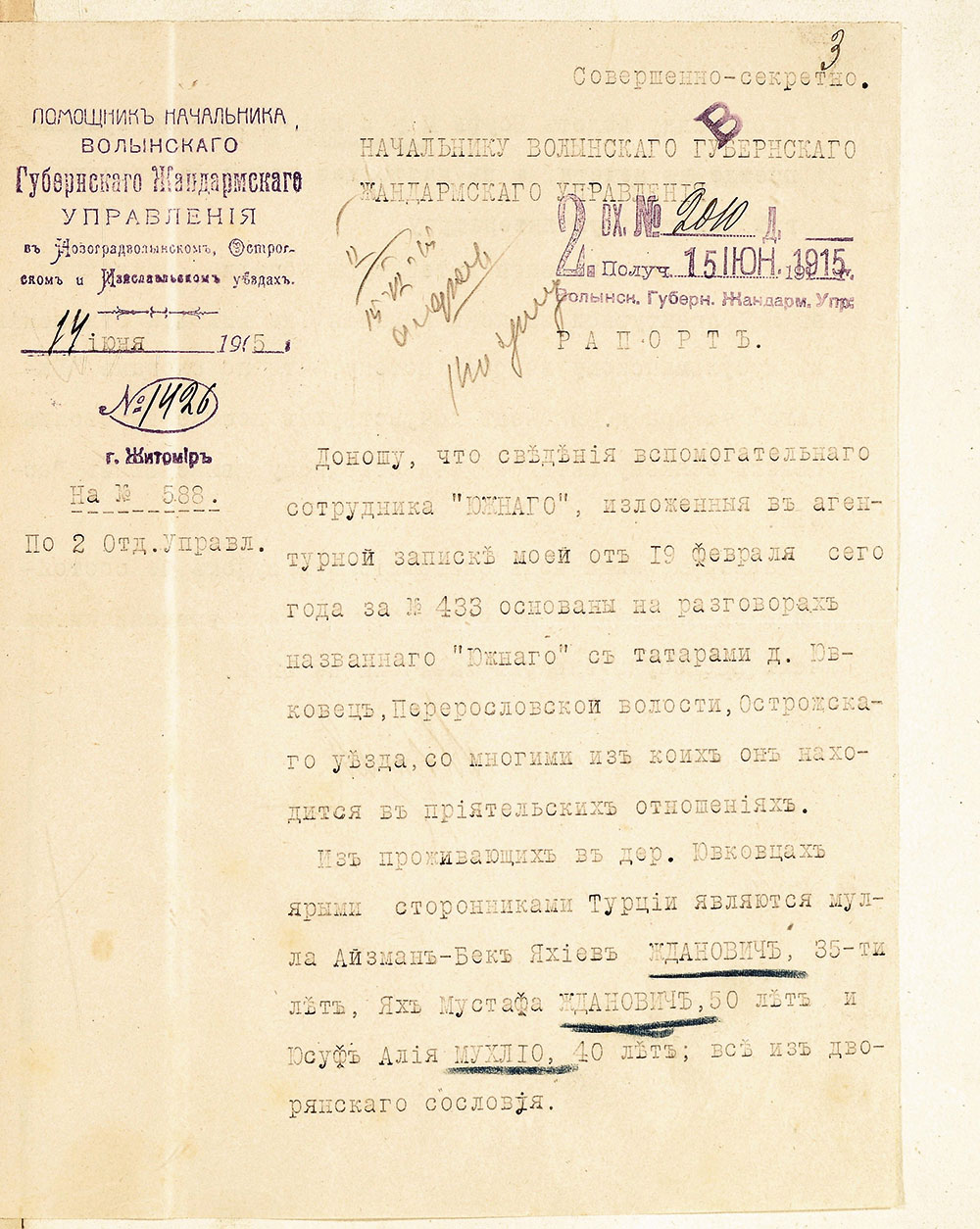
З донесень російської таємної поліції про «ярих прибічників Туреччини» серед волинських татар. 1915 рік

На відміну від решти сучасного населення Волині та Правобережного Полісся, в антропологічному типі більшості населення Ювківців спостерігається монголоїдна домішка — тут мешкають асимільовані нащадки литовських татар та кримських татар.
Наприкінці XIX століття у Ювківцях мешкало 545 жителів, серед них у 1886 році в селі мешкало 233 мусульман. 1911 року у селі проживало 809 жителів.
Згідно з обслідуванням районів УСРР населення 1923 року, станом на 1 січня 1924 року, кількість мешканців Юрківців становила 859 осіб.
У 1942 році німецькі війська виселили з Ювківців частину татар, українців та поляків.
Згідно з переписом УРСР 1989 року чисельність наявного населення села становила 207 осіб, з яких 93 чоловіків та 114 жінок.
За переписом населення України 2001 року в селі мешкало 145 осіб.
Станом на 2013 рік у селі мешкає 75 жителів, на початок 2022 року — 52 особи. З татарської громади залишились лише окремі представники, інші фактично асимільовані та в абсолютній більшості втратили релігійну та культурну ідентичність.

### Мова
Розподіл населення за рідною мовою за даними перепису 2001 року:
| Мова       | Відсоток |
| ---------- | -------- |
| українська | 100 %    |

## Пам'ятки
У Ювіквцях відомо про один пам'ятник:
- Меморіал воїнам-односельчанам, загиблим у Другій світовій війні на якому виписано десятки прізвищ з села Ювківці[17].

## Відомі люди
У Ювківцях народились:
- офіцер Російської імператорської армії Кімал Йосипович Акмалович (1896—1938).
- випускник Чеського політехнічного інституту, етнограф, дослідник традиційного житлово-господарського будівництва на Поліссі, один з перших популяризаторів терміну «українське Полісся» Мустафа Закарієвич (Захарович) Козакевич[tt] (1901—1969).